# Segunda unidad
En cine, segunda unidad designa a un grupo de personas que, dentro de la producción de una película, se encarga de rodar planos de situación o de continuidad y escenas de exteriores, de acción, de especialistas o de masas que requieren de muchos figurantes y no de los actores principales. La segunda unidad se emplea principalmente en las grandes producciones y cuenta con un director propio, aunque el principal también supervisa las tomas.